# Distretto di Kowloon City
Il distretto della Città di Caolun (o Kowloon City District, in cinese semplificato 九龙城区, in cinese tradizionale 九龍城區, in mandarino pinyin Jiǔlóngchéng Qū) è uno dei 18 distretti di Hong Kong, in Cina. È situato nella parte meridionale di Caolun.